# Low Fi
Low Fi es el segundo EP de Stereolab, editado por el sello Too Pure. Las primeras 2000 copias de este disco de 10 pulgadas fueron publicadas en vinilo transparente, y ambas caras del disco acababan con un lock groove (loop accidental que se repite una y otra vez sin cesar en un disco de vinilo). También fue sacado en CD, con una funda de plástico similar a la utilizada en los primeros singles del grupo.

## Canciones
1. «Low Fi»
2. «(Varoom!)»
3. «Laisser-Faire»
4. «Elektro (He Held the World in His Iron Grip)»

- Datos: Q3264363